# Paul Klee

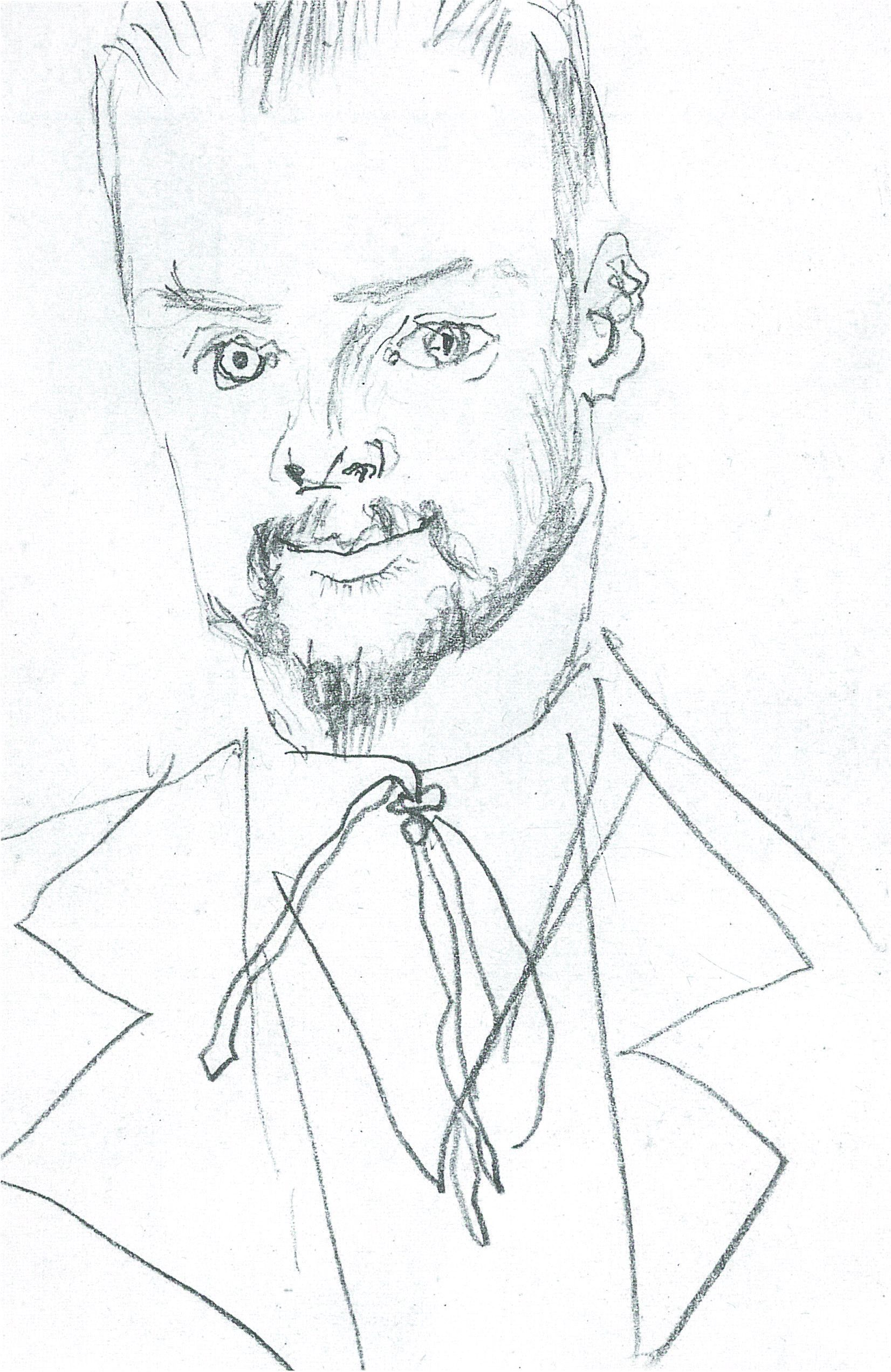
Paul Klee (portret rys. August Macke)

P. Klee, Ad Parnassum, 1932

Paul Klee (ur. 18 grudnia 1879 w Münchenbuchsee, zm. 29 czerwca 1940 w Muralto) – malarz szwajcarsko-niemiecki.
Pochodził z muzykalnej rodziny – jego ojciec Hans Klee był nauczycielem muzyki w seminarium nauczycielskim koło Berna. We wczesnych latach Paul chciał zostać muzykiem, ale ostatecznie rozpoczął studia w Akademii Sztuk Pięknych w Monachium pod opieką Heinricha Knirra, a następnie Franza von Stucka. Po podróży do Włoch, a następnie znów do Berna, osiadł w Monachium, gdzie poznał takich artystów jak Wassily Kandinsky i Franz Marc. Wkrótce przyłączył się do ugrupowania Der Blaue Reiter. W Bernie poznał też bawarską pianistkę Lily Stumpf, z którą się ożenił; mieli jednego syna.
W 1914 odwiedził Tunezję, która wywarła na nim duże wrażenie. Po I wojnie światowej, w której brał czynny udział służąc w armii niemieckiej, Klee nauczał w Bauhausie, a od 1931 w Akademii w Düsseldorfie, aż do momentu uznania go przez partię nazistowską za twórcę „sztuki zdegenerowanej”. W 1933 Klee wrócił do Szwajcarii; w 1935 stwierdzono u niego sklerodermię. Choroba postępowała stopniowo, aż do jego śmierci w szwajcarskim Muralto w roku 1940.
Klee tworzył przy użyciu farb olejnych, akwareli, tuszu. Często mieszał różne techniki w jednej pracy. Był związany z różnymi kierunkami: ekspresjonizmem, kubizmem i surrealizmem, ale jego prace trudno jednoznacznie zaklasyfikować do któregoś z tych kierunków. Prace Klee, zazwyczaj niewielkich rozmiarów, odwołują się do poezji, muzyki (elementy notacji muzycznej) i snów. Późniejsze dzieła składają się z pajęczyn „hieroglificznych” znaków. Jego malarstwo to przede wszystkim geometryzujące sprowadzenie przedstawienia do symbolu, rytmu i znaku. Bardziej znane prace Klee to Południowe ogrody (1919), Ad Parnassum (1932), Uścisk (1939). Jest także autorem akwareli Angelus Novus, znanej jako inspiracja twórczości Waltera Benjamina.
Obecnie jego prace sprzedawane są nawet za 7,5 miliona dolarów amerykańskich.
Muzeum jego imienia powstało w Bernie według projektu włoskiego architekta Renzo Piano. Otwarte w czerwcu 2005 gromadzi kolekcję 4000 prac Paula Klee, w tym 200 jednocześnie udostępnianych zwiedzającym.

## Życie i twórczość
Wybitnie uzdolniony muzycznie, nie od razu zdecydował się na wybór między muzyką a malarstwem. Jako dziecko rysował nieustannie, często na marginesach zeszytów szkolnych.
Zaczynał więc jako rysownik, ale śledząc rozwój jego twórczości można zauważyć, że coraz poważniejszą rolę odgrywa w niej kolor, który wreszcie staje się równorzędnym z rysunkiem, a czasem nawet dominującym czynnikiem ekspresji. W pewnym momencie Klee sam stwierdził, że poczuł się malarzem, gdyż on i kolor stanowią jedno. To urzeczenie kolorem, jego różnorodnymi możliwościami jako środka wyrazu, widoczne jest także w nielicznych ściśle abstrakcyjnych obrazach Kleego, budowanych czasem wyłącznie z plam barwnych na zasadzie wariacji lirycznych lub polifonii. Klee nieraz zresztą odwoływał się do asocjacji muzycznych.
Podział na twórczość figuratywną i niefiguratywną nie ma właściwie zastosowania w jego malarstwie. W wielu obrazach Kleego granica między figuracją a abstrakcją zaciera się, często w jego twórczości mamy do czynienia z abstrakcją aluzyjną; faliste linie ograniczające poszczególne pasma kolorów sugerują morze lub rzekę, kwadrat oznacza dom, koło – księżyc lub słońce itp. Wynikało to ze swoistego rozumienia istoty twórczości oraz celów sztuki i jej relacji do natury. „Sztuka jest podobna do aktu stworzenia. To symbol, tak jak świat ziemski jest symbolem kosmosu” – pisał w Wyznaniach twórcy. „Sztuka wychodzi poza przedmiot, zarówno poza to, co rzeczywiste, jak i to, co wyimaginowane. Sztuka prowadzi nieświadomą grę z rzeczami ostatecznymi, a jednak naprawdę ich dosięga. Podobnie jak dziecko naśladuje nas w swojej zabawie, tak my w tej grze, jaką jest sztuka, naśladujemy siły, które stworzyły i stwarzają świat”.
Paul Klee umiał wykorzystać twórczo doświadczenia ekspresjonizmu i kubizmu, surrealizmu i abstrakcji czystej, łącząc je w dziele całkowicie własnym i niezwykle oryginalnym. Nie stworzył żadnej „szkoły”, wywarł jednak ogromny wpływ na całe późniejsze malarstwo awangardowe, przede wszystkim na abstrakcję typu niegeometrycznego a zwłaszcza abstrakcję liryczną, której był jednym z głównych prekursorów.
Pierwszą ważną grupą prac była rozpoczęta w 1903 seria akwafort Inwencje, ukończona w 1905. Jednocześnie z akwafortami wykonywał rysunkowe studia postaci, najczęściej wymyślonych, często o cechach karykaturalnych. Pozostawał pod wrażeniem aktów rysowanych przez Auguste Rodina, które widział w 1902 w Rzymie, dzięki tym rysunkom uczył się swobodniej operować linią.
Latem 1905 zaczął eksperymentować z rysunkami rytowanymi na zaczernionych płytach szklanych. Wykorzystywał opór niecodziennego podłoża, aby zbadać nowe możliwości wyrazu plastycznego. Od tych eksperymentów przeszedł do malarstwa na szkle, które ze zmienną intensywnością uprawiał do roku 1912.
Od 1907 coraz częściej rysował z natury, próbując przenosić swobodny, indywidualny styl swoich rysunków, nie opartych na bezpośredniej obserwacji natury, także na prace na niej wzorowane (1907-1910).
Przez pierwszych piętnaście lat swojej działalności Klee był przede wszystkim i niemal wyłącznie rysownikiem. Dopiero po 1914 rysunek stracił w jego twórczości pozycję dominującą. Własnego stylu artysta poszukiwał mniej więcej do roku 1910. Około 1907 zaczął odchodzić od stylu czysto rysunkowego i rozpoczął eksperymenty ze światłocieniem i efektami kolorystycznymi, używając czarnych akwarel. Od 1910 r. przenosił doświadczenia z walorem na kolor. Rok 1910 zamyka wczesny okres twórczości Paula Klee – fazę samotnego wypracowywania osobistego stylu. W sierpniu tego roku Klee po raz pierwszy zaprezentował się publiczności wystawą indywidualną w Bernie, pokazaną następnie także w Kunsthalle w Bazylei i w galerii w Winterthurze. W lutym 1911 Klee postanowił sporządzić katalog swoich dzieł, który obejmował dotychczasowe prace, łącznie z rysunkami z czasów dzieciństwa. Klee należał bowiem do artystów programowo odwołujących się do dziecięcej kreatywności jako ideału twórczości artystycznej. Ze swoich około czterdziestu zachowanych rysunków dziecięcych osiemnaście włączył do katalogu, nadając im w ten sposób rangę dzieł. Rozpoczęte w 1911 katalogowanie własnej twórczości, połączone z oceną tego, co uważał za ważne dla swojego dotychczasowego rozwoju artystycznego, prowadził z największą skrupulatnością aż do końca życia.

### Der Blaue Reiter
W maju 1911, roku związania się z grupą Der Blaue Reiter, Klee zaczął pracować nad rysunkami do powieści Woltera Kandyd, czyli optymizm (1759). W rysunkach tych stworzył nowy typ postaci. Jego rysunkowy styl kreski, objawiający się „niespokojnością ręki”, dał interesującą zjawiskowość postaci. Linia pełniła funkcję niejako pośrednią pomiędzy przedstawiającą a autonomiczną, nieprzedstawiającą. Za pomocą środków wyłącznie artystycznych Klee z jednej strony oddał z gruntu pesymistyczną wymowę powieści Woltera, z którą się zresztą sam identyfikował, z drugiej natomiast zdołał zrealizować w ilustracjach do Kandyda własną modernistyczną koncepcję rysunku.
W latach 1911 i 1912 Klee zawarł znajomości, które miały wywrzeć decydujący wpływ na jego biografię artystyczną. W roku 1911 poznał Augusta Mackego i Wassilego Kandinskiego, a w 1912 – Roberta Delaunaya (w Paryżu), Hansa Arpa, Franza Marca i Herwartha Waldena. W efekcie drugiej podróży do Paryża, którą odbył w kwietniu 1912, jeszcze intensywniej zajął się kubizmem, a spotkanie z członkami grupy Der Blaue Reiter pogłębiło jego zainteresowanie rysunkami dziecięcymi. Regularnie uczestniczył w wystawach zbiorowych: w roku 1911 w Galerie Thannhauser w Monachium, a w 1912 w drugiej wystawie Der Blaue Reiter w Monachium. W swej recenzji pierwszej wystawy Der Blaue Reiter nazwał ideał awangardy „prapoczątkami sztuki” i rozpoznawał je w sztuce tworzonej przez artystów prymitywnych, dzieci i psychicznie chorych. W 1913 brał udział w dwu największych, najważniejszych, reprezentatywnych pokazach ówczesnej sztuki, jakie odbyły się w Niemczech przed I wojną światową: w kolońskiej wystawie Sonderbundu i pierwszym niemieckim Salonie Jesiennym w berlińskiej galerii Der Sturm.
W latach 1913–1914 nastąpił w twórczości Paula Klee zdecydowany zwrot – przez akwarele ku kolorowi. Ta płodna faza jego działalności osiągnęła apogeum podczas 14-dniowego pobytu artysty w Tunezji wiosną 1914; w swoich dziennikach Klee określił ten okres jako „przełom ku kolorowi”. Ta nie tylko geograficzna, lecz także duchowa podróż do kraju, który artysta określał w swoim pamiętniku jako „prawdziwą ojczyznę” w znaczący sposób wpłynęła na jego koncepcje równoważności kreski i kontrastowania barw. Dostrzec można także większą niż dotąd śmiałość w posługiwaniu się szerokimi pociągnięciami pędzla.
Pierwsze rezultaty podróży do Tunezji – 8 akwarel – zaprezentował latem 1914 na pierwszej wystawie Nowej Secesji Monachijskiej.
W przeciwieństwie do wielu niemieckich artystów i intelektualistów Klee nie podzielał powszechnego entuzjazmu dla wojny. Jej wybuch nie powstrzymał go od intensywnego zajmowania się malarstwem. Przeciwnie, jako artysta programowo odsuwający się od świata, czemu dał wyraz w dziennikach i w korespondencji z Franzem Markiem, przyjął taką samą postawę wobec wojny światowej, starając się w miarę możliwości ignorować jej okrucieństwo i bezsens.

### I wojna światowa
Pod względem formalnym obrazy z lat 1914–1915 cechują się zredukowaną strukturą, określaną przez niego samego jako abstrakcja „krystaliczna”. W niektórych akwarelach z tego okresu dadzą się dostrzec pewne echa kubizmu, choć utrzymane we właściwej Klee melancholijnej kolorystyce.
Przed skierowaniem na front uchroniło Klee przeniesienie w styczniu 1917 do Królewsko-Bawarskiej Szkoły Lotniczej w Gersthofen, gdzie po służbie mógł regularnie zajmować się malowaniem w specjalnie w tym celu wynajętym pokoju.

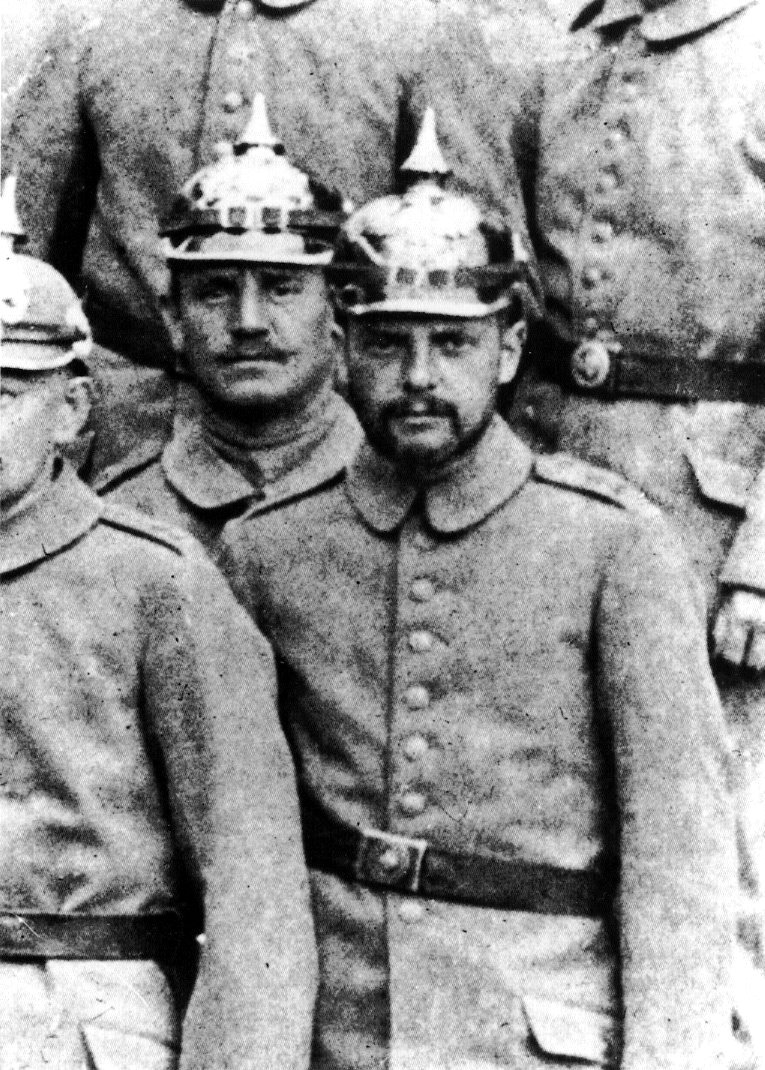
Klee w czasie I wojny światowej, 1916

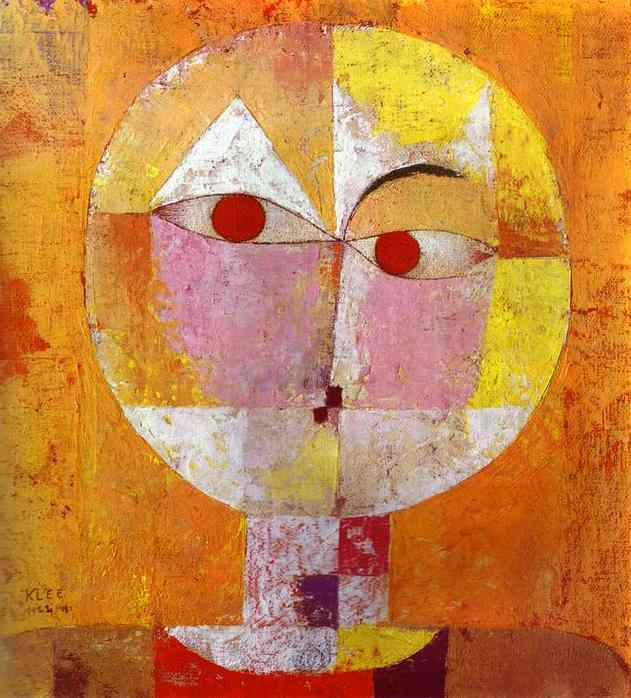
Senecio, 1922, ol. na gazie 40.5 × 38 cm, Kunstmuseum Basel, Basel

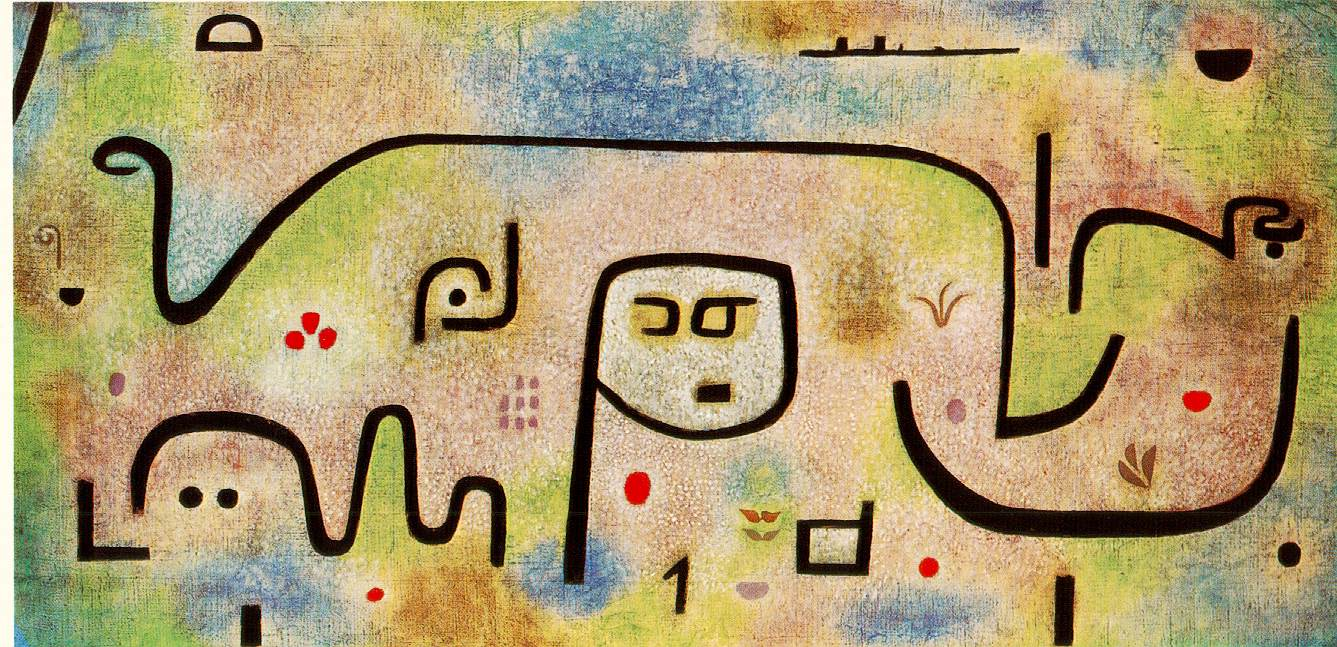
Insula dulcamara, 1938, ol. i pastel na papier 88 × 176 cm, Zentrum Paul Klee, Bern

W latach wojny Klee zaczął odnosić pierwsze sukcesy. Już wystawa w berlińskiej galerii Der Sturm w marcu 1916 miała dla niego duże znaczenie, a prezentacja zorganizowana w tej samej galerii w lutym 1917 przyniosła mu największy jak dotąd sukces finansowy. O wiele ważniejsze było jednak uznanie ze strony publicystów.
Paula Klee już od czasu wojny nurtowały teoretyczne problemy twórczości plastycznej. W latach 1918–1919 napisał swój pierwszy esej z teorii sztuki, który ukazał się w zbiorze Schöpferische Konfession (Wyznanie twórcy) wydanym w 1920.
W 1919 po raz pierwszy intensywnie zajął się malarstwem olejnym. W pracach powstałych w tym okresie, łączył walor i barwę, zaczął łagodzić ortogonalność konstrukcji obrazu i wprowadzać do kompozycji symbole – gwiazdę, drzewo, strzałę i litery.

### Działalność w Bauhausie
W październiku 1920 Walter Gropius powołał Paula Klee na stanowisko profesora w Państwowej Szkole Bauhaus w Weimarze. Zajęcia ze studentami składały się z przedpołudniowych wykładów z teorii formy i wzornictwa oraz z popołudniowych ćwiczeń praktycznych. Klee objął warsztaty introligatorskie, następnie kierował pracownią witraży w latach 1922–1923. Podczas pracy pedagogicznej w Bauhausie Klee starał się połączyć modernistyczny indywidualizm i tradycyjną koncepcję geniuszu z pozornym kolektywizmem artystów. W owym czasie ważną rolę w nauczaniu prowadzonym przez Klee odegrał termin „napięcie”. Klee sformułował wokół niego nową energetyczną koncepcję konstrukcji. Powstawanie trójkąta wyjaśnił na przykład następująco: „Powstał on w ten sposób, że pomiędzy punktem a jakąś linią wytworzył się stosunek napięcia i punkt, zgodnie ze swoim popędem (Eros), spełnił ten stosunek”. W innym miejscu pisze: „Pod pojęciem wewnętrznych stosunków napięcia rozumiem różnorodne procesy, które działając od wewnątrz, doprowadził do powstania formy całości, drogi do formy całości obrazu”. Wypowiedzi te są bardzo bliskie poglądom przedstawionym przez Kandinskiego np. w pracy Punkt i linia a płaszczyzna, co pokazuje zaskakującą zbieżność myśli obu twórców, przy całej jednoczesnej różnorodności w realizacji tych ustaleń na płótnie. Klee zdefiniował pojęcie „napięcia”, nie wyjaśniając jednak, czym różni się ono od terminu „ruch”. Sam termin pochodzi od rosyjskich i węgierskich konstruktywistów. Z tych związków z konstruktywizmem nie należy wyciągać zbyt daleko idących wniosków w interpretacji twórczości Paula Klee, bowiem spotkał się on z atakami konstruktywistów na jego indywidualistyczną sztukę. Klee odpierał zarzuty, nazywając swych krytyków „astmatykami o wąskiej piersi”, którym „brak powietrza, by mogli zrozumieć, że prawa mają być jedynie podstawą na której coś ma rozkwitać”. Sprzeciwiał się przy tym dyktaturze ścisłej geometrii konstruktywizmu.
W 1919 opracował własną technikę dekalkomanii (przecierania), która pozwalała mu odbijać rysunki wykonane ołówkiem, atramentem i tuszem, a następnie przetwarzać je w przedstawienia chromatyczne (akwarelowane rysunki olejem). Możliwości nowej techniki wykorzystywał szczególnie intensywnie w pierwszych latach pobytu w Weimarze, do roku 1923. W tym okresie Klee nieustannie rozwijał technikę akwareli, polegającą na nakładaniu na siebie kolejnych warstw koloru, co pozwalało mu osiągnąć subtelne niuanse barwne i tonalne.
Z okresu tego pochodzi dzieło zatytułowane Senecio. Przypominający dziecięce rysunki, choć bynajmniej nie dziecinny wizerunek zdominowany jest przez dwoje oczu, które wpatrują się wprost w widza. Jak wiele uwagi poświęcał Klee oczom, świadczą jego zapiski: „Wszystkie te ścieżki spotykają się w oku i tam, przemienione w formę, prowadzą do syntezy zewnętrznej wizji z wewnętrzną kontemplacją”.
Z okazji swojej wystawy w Jenie Klee wygłosił 26 stycznia 1924 słynny wykład Über moderne Kunst (O sztuce nowoczesnej), opublikowany dopiero po jego śmierci. Wiosną tego samego roku Klee wraz z Lyonel Feiningerem, Alexejem Jawlenskym i Wassilym Kandinskim stał się członkiem grupy Die Blaue Vier, założonej przez niemiecką popularyzatorkę sztuki Emmy Scheyer w celu upowszechnienia w USA twórczości tych malarzy.
Swą twórczością z około 1925 umiejscowił się z jednej strony jako prekursor surrealizmu, przede wszystkim dzięki swym kosmogonicznym i morfologicznym fantazjom formalnym, z drugiej zaś – był ważną postacią ówczesnej sceny artystycznej jako przedstawiciel malarstwa abstrakcyjnego.
W październiku 1931 po odejściu z Bauhausu, Klee rozpoczął w Akademii w Düsseldorfie, wykłady z technik malarskich. Swój czas dzielił między dwie pracownie, jedną jeszcze w Dessau, drugą w Düsseldorfie, przy czym w każdej z nich uprawiał twórczość w odmiennym stylu. W drugiej z wymienionych intensywnie pracował nad pointylistycznymi obrazami.
Przykładem może być dzieło Ad Parnassum z 1932 którego efektowna technika przypomina mozaikę. Obraz odznacza się równowagą, wibrującą kolorystyką i staranną kreską. W obrazie znaleźć można reminiscencje licznych podróży artysty, zwłaszcza na Sycylię, do Rzymu, Rawenny, a nawet do Egiptu.
Bezpośrednio po dojściu Hitlera do władzy naziści spotęgowali nagonkę na nowoczesną sztukę. Klee należał do najczęściej atakowanych w prasie przedstawicieli sztuki zdegradowanej (niem. Entartete Kunst). W różnych dziełach wyrażał swój pogląd na politykę narodowych socjalistów, którzy zaczęli tworzyć listy dzieł sztuki zdegradowanej i konfiskowali prace ich twórców, m.in. Paula Klee.

### Ostatnie lata
W latach 1934–1936 pogłębiły się u Klee oznaki kryzysu twórczego, czego przejawem był m.in. ilościowy spadek produkcji artystycznej. Jesienią 1935 Klee ciężko zachorował. Choroba, rozpoznana później jako uogólniona sklerodermia, wiosną 1936 całkowicie uniemożliwiła mu tworzenie. Rok później jego stan ustabilizował się i znów zaczął pracować.
W ostatniej najbardziej intensywnej fazie twórczości jego rysunkowy, lapidarny styl, oparty na linearnych elementach formalnych, jeszcze przez wiele lat po śmierci artysty wprawiał w zdumienie wielu zwolenników jego sztuki.
Chociaż z powodu choroby żył w Bernie w dużym odosobnieniu, w ostatnich latach życia spotkał wielu ważnych artystów: w 1937 odwiedził go po raz ostatni Kandinsky i złożył mu wizytę Picasso, a w roku 1939 poznał Georges’a Braque’a.
Kiedy objawy ostatniej, śmiertelnej choroby malarza ujawniły się w całej pełni, kreska w jego obrazach straciła swą dotychczasową lekkość i wyrazistość, choć artysta nigdy nie utracił nad nią kontroli. Teraz zaczęła ona jednak coraz bardziej przypominać graficzne formy alfabetu arabskiego, co prawdopodobnie odbijało zainteresowanie artysty islamem, który zawsze silnie pociągał Klee. W tym okresie pojawiają się także graficzne sugestie, odnoszące się do muzycznego zapisu nutowego. Kolorystyka zmienia się, staje się bardziej stłumiona, czasami nawet ponura, przygnębiająca.
W roku 1939 wykonał obszerne serie rysunków, w tym rysunki aniołów, w których przejawiła się cała gama subtelności jego wyrazu artystycznego. Ostatnia zorganizowana za jego życia wystawa w Zurychu, wywołała w szwajcarskiej prasie debatę na temat jego sztuki; odezwały się głosy podające w wątpliwość nie tylko jego kondycję fizyczną, ale i psychiczną.
Klee zmarł 29 czerwca 1940 r. w Locarno-Muralto, gdzie przebywał na kuracji.